# راجندرانات زوتشی
راجندرانات زوتشی (انگلیسی: Rajendranath Zutshi؛ زادهٔ ۴ فوریهٔ ۱۹۶۱) هنرپیشه اهل کشور هند است.
از فیلم‌هایی که وی در آن نقش داشته‌است می‌توان به هولی اشاره کرد.

## فیلم‌شناسی
فهرست برخی از فیلم‌هایی که راجندرانات زوتشی در آنها به ایفای نقش پرداخته‌است:
- هولی
- برادران
- ۳۶ محله چینی‌ها
- هدف
- خواسته دل
- یک به‌علاوه دو
- زنده
- آدم‌ربایی
- دل‌باخته
- طعمه
- شرارت
- چقدر باحال هستیم
- عشق امروزی
- بهشت و جهنم بر روی زمین
- سایه
- گل
- نقاب
- حاصل
- عمه ۴۲۰
- یخ‌زده
- رامجی مردی از لندن
- مخبر
- جعبه استنلی
- چوب کبریت
- گرفتگی
- بیمارستان گود کارما
- فکر نکرده بود
- گاهی در زندگی
- از زور استفاده کن...هی!